# 24e cérémonie des Gotham Independent Film Awards
La 24e cérémonie des Gotham Independent Film Awards, décernés par l'Independent Feature Project, a eu lieu le 1er décembre 2014, et a récompensé les films indépendants réalisés dans l'année,.
Les nominations ont été annoncées le 23 octobre 2014.

## Palmarès

### Meilleur film
- Birdman
  - Boyhood
  - The Grand Budapest Hotel
  - Love Is Strange
  - Under the Skin

### Bingham RayBreakthrough Director
- Ana Lily Amirpour pour A Girl Walks Home Alone at Night
  - James Ward Byrkit pour Coherence
  - Dan Gilroy pour Night Call (Nightcrawler)
  - Eliza Hittman It Felt Like Love
  - Justin Simien pour Dear White People

### Meilleur acteur
- Michael Keaton pour le rôle de Riggan Thomson dans Birdman
  - Bill Hader pour le rôle de Milo dans The Skeleton Twins
  - Ethan Hawke pour le rôle de Mason Sr. dans Boyhood
  - Oscar Isaac pour le rôle d'Abel Morales dans A Most Violent Year
  - Miles Teller pour le rôle d'Andrew Neyman dans Whiplash

### Meilleure actrice
- Julianne Moore pour le rôle d'Alice Howland dans Still Alice
  - Patricia Arquette pour le rôle d'Olivia dans Boyhood
  - Gugu Mbatha-Raw pour le rôle de Noni dans Beyond the Lights
  - Scarlett Johansson pour le rôle de Laura dans Under the Skin
  - Mia Wasikowska pour le rôle de Robyn Davidson dans Tracks

### Breakthrough Actor
- Tessa Thompson pour le rôle de Sam White dans Dear White People
  - Riz Ahmed pour le rôle de Rick dans Night Call (Nightcrawler)
  - Macon Blair pour le rôle de Dwight dans Blue Ruin
  - Ellar Coltrane pour le rôle de Mason Jr. dans Boyhood
  - Joey King pour le rôle de Grace Bloom dans Le Rôle de ma vie (Wish I Was Here)
  - Jenny Slate pour le rôle de Donna Stern dans Obvious Child

### Meilleur film documentaire
- Citizenfour
  - Actress
  - Life Itself
  - Manakamana de Stephanie Spray et Pacho Velez
  - Point and Shoot

### Audience Award
- Boyhood
  - Actress
  - Birdman
  - Citizenfour
  - Coherence
  - Dear White People
  - A Girl Walks Home Alone at Night
  - The Grand Budapest Hotel
  - It Felt Like Love
  - Life Itself
  - Love Is Strange
  - Manakamana
  - Night Call (Nightcrawler)
  - Point and Shoot
  - Under the Skin

### Special Jury Award
Décerné à la distribution de Foxcatcher.
- Steve Carell
- Mark Ruffalo
- Channing Tatum

### Spotlight on Women Filmmakers "Live the Dream" Grant
- Chloé Zhao –  Songs My Brothers Taught Me
  - Garrett Bradley –  Below Dreams
  - Claire Carré –  Embers

### Gotham Tributes
- Tilda Swinton
- Bennett Miller
- Ted Sarandos[4]

## Statistiques

### Nominations multiples
4 : Boyhood
2 : Birdman, Dear White People, Night Call, Under the Skin

### Récompenses multiples
2 / 2 : Birdman